# Oaxen
Oaxen este o arie protejată (arie specială de conservare — SAC, sit de importanță comunitară — SCI) din Suedia întinsă pe o suprafață de 21,1 ha, integral pe uscat.

## Localizare
Centrul sitului Oaxen este situat la coordonatele 58°58′39″N 17°42′48″E / 58.9775°N 17.7132°E.

## Înființare
Situl Oaxen a fost declarat sit de importanță comunitară în ianuarie 1998 pentru a proteja 1 specie de plante și 1 specie de animale. Situl a fost protejat și ca arie specială de conservare în ianuarie 2014.

## Biodiversitate
Situată în ecoregiunile boreală și marină baltică, aria protejată conține 3 habitate naturale: Alvar nordic și șisturi calcaroase precambriene, Păduri fino-scandinave bogate în ierburi cu Picea abies, Pante stâncoase calcaroase cu vegetație casmofită.
La baza desemnării sitului se află mai multe specii protejate:
- plante (1): Tortella rigens
- nevertebrate (1): Vertigo angustior